# Historia regum Britanniae
Historia regum Britanniae (tạm dịch tiếng Việt: Anh quốc liệt vương sử) là một hợp tuyển các văn bản dã sử do tác giả Geoffrey xứ Monmouth khởi thảo năm 1136. Tác phẩm ghi một cách vắn tắt thế gia các quân chủ trên lãnh thổ nay là quần đảo Anh suốt hai ngàn năm, khởi thủy từ cuộc di cư của người Troia cho đến khi người Anglo-Saxon hoàn toàn kiểm soát Anh Quốc vào thế kỷ VII. tác phẩm này được coi là cứ liệu hệ trọng nhất để hình thành truyền thuyết Arthur.
Mặc dù được đánh giá rất cao ở hậu kỳ trung đại, nhưng ngày nay được coi là văn phẩm và không thật có giá trị lịch sử. Tuy nhiên, tác phẩm cùng tác gia có ảnh hưởng xuyên suốt cho văn học Anh về sau cũng như một vài nền văn học khác tại Âu châu và Bắc Mỹ.

## Lịch sử

### Văn bản
Historia regum Britanniae ban sơ không có nhan đề thống nhất, sau được tạm đặt là Theo những chứng thư người Anh (De gestis Britonum), tác giả tuần tự soạn nên 12 quyển theo dòng sự kiện, đan xen nhiều câu thoại của nhân vật, có những đoạn chỉ toàn thoại, đầu sách có bài ftựa và cuối sách lại có bài bạt. Geoffrey xứ Monmouth dựa vào nguồn tư liệu do một số bạn bè ông gửi tặng từ các văn khố hoặc học đường rồi gia cố bằng kỹ thuật sáng tác riêng. Trong bài tựa, ông bộc bạch: "Tôi không-thể tự khám-phá bất cứ điều gì về tất-cả quân-vương hằng sống tại đây trước cuộc Đức Cơ-Đốc Nhập-Thế, hoặc bằng-cớ nào về Arturus và mọi nhân-vật khác nối sau cuộc Nhập-Thế. Tuy-nhiên, hành-trạng của họ dầu-sao đáng được ca-tụng mãi-mãi về sau".
Ngày nay, Historia regum Britanniae được đưa vào giáo khoa thư một số ngành và học giới luôn xem xét nó từ các giác độ ngữ văn học, liên văn bản và phong hóa.

### Trích cú
| “                                | Khi Vortigernus, vua nước Anh, đang ngồi bên bờ hào, có hai con rồng - một trắng và một đỏ, xuất hiện rồi xáp gần nhau, giữa chúng bắt đầu một cuộc chiến kinh hoàng, từ trong miệng mỗi con thở ra những hơi lửa. Nhưng rồng trắng có lợi thế hơn, nó đuổi con kia phải bay xuống cuối hồ. Bị dồn tới cùng, rồng đỏ phản đòn quyết liệt khiến rồng trắng tháo chạy. Sau lúc chứng kiến cuộc giao tranh của lũ rồng, vua triệu Merlin Ambrosius lại, hỏi điềm. Đột nhiên, y bật khóc, bảo: "Rồng đỏ gặp tai họa là do bị dồn đuổi sớm quá. Những sơ suất của nó đã bị rồng trắng tóm lấy, thế biểu thị lũ Saxones mà bệ hạ dung dưỡng; nhưng rồng đỏ lại có nghĩa là Anh quốc, sẽ có ngày bị áp bách bởi rồng trắng. Bởi cớ đó, những rặng núi sẽ bị san phẳng thành thung lũng, và những dòng sông dưới thung chảy tràn máu tươi. Sự thi hành tông giáo sẽ bị phá hoại, và các giáo đường thành phế tích. Sau rốt, những kẻ phải áp bách sẽ quật khởi và chống lại sự tàn khốc của đám ngoại nhân. Bởi con lợn lòi xứ Cornubia sẽ giúp sức, và đạp cổ chúng xuống chân mình. Những hòn đảo ngoài khơi phải phủ phục trước sức mạnh của nó, và nó sẽ chiếm hữu những cánh rừng xứ Gallia. Ngôi nhà của Romulus sẽ khiếp sợ dũng khí của nó...". | ” |
| — Trích tích Song long chi chiến | |   |

| “                           | Trong lúc chờ, ngay khi sự vắng mặt của nhà vua bị phát giác tại cuộc vây hãm, đạo quân của công tước đã khinh suất gây một cuộc đột kích từ trên thành rồi cuốn những kẻ bao hãm vào trận đánh, và chính ông cũng hành động không mệt mỏi như họ vì nghĩ rằng có thể dùng quân số nhỏ đương cự đạo quân lớn mạnh hơn; nhưng công tước đã bị giết ngay cuộc đụng độ đầu, và nhiều chiến sĩ của ông phải chịu chung số phận. Thành bị chiếm; nhưng tất cả sự phồn vinh của nó không được công hưởng giữa bọn xâm lăng, mỗi người bằng thói tham lam cố vét những gì chúng thấy, tùy vận may hoặc sức vóc của mình. Sau lúc hành động táo bạo xảy ra, tín sứ về gặp Igerna, đem hung tin về cái chết của công tước và kết cuộc vây hãm. Nhưng vừa đến nơi, họ thấy nhà vua đang ngồi đấy trong hình dong kẻ lĩnh sự, bên cạnh Igerna, họ như bị sỉ nhục xen lẫn kinh ngạc vì không thể tin lại thấy ông đang ở chốn an toàn, là cái người họ tưởng đã chết nơi trận tiền; chẳng qua họ hoàn toàn không biết gì về những kỳ tích của Merlin với đống thuốc của y. Nhân đấy, nhà vua nhoẻn cười trước loan báo của sứ giả rồi ôm choàng lấy công nương, bảo rằng: "Chỉ cặp mắt âu yếm của nàng mới thuyết phục ta rằng mình không chết, vẫn sống đây. Nhưng ấy thế mà, sự hủy hoại thành quách và giết hại các chiến sĩ của ta mới khiến ta âu lo nhiều nhất, để có lý do sợ nhà vua đang đến rất gần chúng ta, và khiến chúng ta phải ở chốn này. Để ngăn không cho điều ấy xảy ra, ta sẽ đi gặp nhà vua và thiết lập hòa bình với ông ta, bởi ta rất sợ xảy ra một thảm họa còn tệ hơn". Theo đó, ngay khi rời thành và về với đạo quân của mình, nhà vua bỏ lớp ngụy trang Gorlois để trở lại là Uter Rồng Chúa. Sau đó, vua quay lại thành Trevena, và tại đó, ngài đã làm cái điều bản thân đã ham muốn từ lâu, là cấu hiệp cùng Igerna. Sau này, họ tiếp tục chung sống với nhau bằng một thứ tình cảm sâu nặng, rồi có một đứa giai và một đứa gái, tên chúng là Arturus và Morgause. | ” |
| — Trích tích Uter và Igerna | |   |

### Tư liệu
- Toàn văn tác phẩm History of the Kings of Britain tại Wikisource
- Tư liệu liên quan tới Historia Regum Britanniae tại Wikimedia Commons
- Online text at Google Books
- Online Latin text at Google Books
- Historia regum Britanniae Second Variant version at Cambridge Digital Library
- History of the Kings of Britain - sách nói thuộc phạm vi công cộng tại LibriVox